# Régis Schultz
Pour les articles homonymes, voir Schultz.
Régis Schultz, né le 10 décembre 1968, est un chef d’entreprise français, président de Al-Futtaim retail depuis août 2019 et le CEO de JD Sports Fashion depuis septembre 2022.
Il a été P-DG de Monoprix et membre du comité exécutif du Groupe Casino de 2016 à 2019, P-DG du Groupe Darty de 2013 à 2016, P-DG de la chaîne de magasins BUT de 2009 à 2013 et membre du comité executif de Kingfisher PLC.

## Biographie

### Enfance et formation
Régis Schultz est né d’un père œnologue et d’une mère commerçante, gérante d’une boutique La Vie Claire à Colmar. Sa famille déménage en région parisienne alors qu’il a 14 ans.
Régis Schultz est diplômé d’un DESS de finance de l’université Paris-Dauphine en 1992.

### Débuts professionnels
En 1993, Régis Schultz commence sa carrière dans le groupe Pernod Ricard en rejoignant le contrôle de gestion d’Orangina International à Geneve. En 1997, il est transféré à la tête du contrôle financier de CSR Pampryl, également filiale du groupe Pernod Ricard, qui devient en 2000 le groupe Orangina-Pampryl.
En 2000, Régis Schultz rejoint le groupe Kingfisher en prenant le poste de directeur administratif et financier de Castorama France, entreprise pour laquelle il sera ensuite nommé directeur général adjoint chargé de la logistique, l’informatique, les ressources humaines et le développement. En 2003, Régis Schultz est nommé directeur de la stratégie et membre du comité exécutif du groupe Kingfisher à Londres.
En juin 2004, Régis Schultz est nommé directeur financier et de la transformation de l’enseigne de bricolage B&Q et conduit la restructuration de l’enseigne alors en difficulté. En juin 2005, il prend la direction commerciale de B&Q et refond complètement son concept commercial,.

### Chef d'entreprise

#### But
En octobre 2008, Régis Schultz est nommé président-directeur général de But, enseigne alors en perte de vitesse à la suite de son rachat la même année par Colony Capital et Goldman Sachs.
À son arrivée, il refond le comité de direction et réorganise le management intermédiaire. L’offre est revue avec l’abandon de la vente de produits informatiques, la mise en place du libre emporté, le développement de la décoration et la modernisation des gammes de produits d’ameublement (offre renouvelée à 70%). L’enseigne But est développée sous de nouveaux formats (But City, But Cosy). Tous les vendeurs sont également équipés de tablettes tactiles. En décembre 2010, But lance son site marchand.
De 2008 à 2012, les magasins But sont relancés avec des parts de marché passant de 9,2% à 10,3%, une croissance annuelle moyenne du CA de 7%, et une dette quasi nulle grâce au travail réalisé sur le besoin en fonds de roulement et à la vente des murs de 25 magasins à une filiale de BNP Paribas pour 200 millions d’euros.

#### Darty
En avril 2013, Régis Schultz prend la tête de Darty plc, ancienne propriété de Kingfisher et en perte de vitesse,. Il est chargé de piloter le virage stratégique baptisé 'Nouvelle confiance' qui comprend le 'plan 4D': développer le commerce, numérique l’enseigne, développer la marque et diminuer les coûts.
Dans les magasins, le commerce se relance avec le libre emporté, du stock, une meilleure disponibilité et des soldes. Les vendeurs sont équipés de tablettes et la logistique de vente est entièrement numérisée. La marque Darty s’ouvre à la franchise. Les services se modernisent avec le lancement du « bouton Darty » et la livraison/dépannage le jour même. Sur le web, Darty ouvre un marketplace qui relaie ses offres et celles d’autres vendeurs de produits et services, et rachète le site Mistergooddeal pour se positionner sur le low cost. Niveau communication, la marque se modernise et se rajeunit.
De 2012 à 2016, la valeur de l’action Darty est passée de 30 pence a 170 pence soit une valeur d’entreprise de 230 millions d’euros à 1,2 milliard, l’évolution du CA est redevenue positif et le résultat opérationnel est passé de 38 millions d’euros en 2013 à 93 millions en 2016. Après le rachat de Darty par la Fnac en avril 2016, Régis Schultz quitte la direction des opérations de Darty France tout en conservant la direction du groupe basé à Londres avant de quitter définitivement le groupe a la fin du processus de rachat.

#### Monoprix
Le 22 août 2016, Régis Schultz est nommé à la tête de l’enseigne Monoprix, qui compte 600 magasins et 21000 salariés, et rejoint le comité exécutif du Groupe Casino,. Rapidement, il se concentre sur la transformation digitale de l’entreprise guidé par la conviction qu’il est nécessaire de penser le commerce différemment. Divers projets de partenariats innovants sont ainsi créés sous sa présidence: 
- prise de participation dans la startup epicery pour recréer la rue commerçante sur le Web
- rachat de Sarenza pour apporter à Monoprix les compétences en commerce en ligne
- collaboration avec Amazon Prime Now pour la livraison express en centre-ville
- signature du projet Ocado pour le commerce en ligne alimentaire de demain

Il établit un objectif majeur pour Monoprix : la suppression des irritants pour le client, avec:
- la liste de courses vocale avec Google
- les recettes en ligne avec Jow
- le paiement sur smartphone avec le service coupe file

Il a également renforcé le positionnement sociétal de Monoprix en accélérant sur des domaines comme le bio, la suppression des catalogues papier, le combat contre le plastique... En parallèle de son mandat de Président de Monoprix, Régis Schultz était également President de l’Alliance du Commerce, membre de la fédération française de la franchise et Administrateur de la Fédération du commerce et de la distribution.

#### Al-Futtaim Retail
En août 2019, Régis Schultz est nommé P-DG d’Al-Futtaim Retail, division du Groupe Al-Futtaim basé a Dubai. All-Futtaim Retail est présent dans 16 pays au Moyen Orient, en Asie et en Afrique via 700 magasins et 70 marques. 

#### JD Sports Fashion
En septembre 2022, Régis Schultz devient CEO de JD Sports Fashion.

## Autres mandats
- Membre de la Fédération française de la franchise[26]
- Administrateur de la Fédération du commerce et de la distribution[27]